# 1541

## Събития
- 12 февруари- Основан е Сантяго, Чили.

## Родени
- Алаваро де Менданя и Нейра, испански мореплавател
- Ел Греко, художник

## Починали
- 4 юли – Педро де Алварадо, Испански конкистадор
- 24 септември – Парацелз, немски лекар